# Cindy Brogdon
Cynthia Jane "Cindy" Brogdon (Buford (Geórgia), 25 de fevereiro de 1957) é uma ex-basquetebolista que conquistou a Medalha de Prata disputada nos XX Jogos Olímpicos de Verão realizados em Montreal, Canadá.

## Biografia
Brogdon nasceu em Buford, Georgia. Ela frequentou a Universidade de Mercer na Geórgia em 1976 e 1977, antes de se transferir para a Universidade do Tennessee.
Ela foi a primeira georgiana a jogar como um membro de uma equipe dos Estados Unidos Olímpico de Basquetebol, e foi introduzido no Georgia Sports Hall of Fame em 1999.
Brogdon foi selecionada para defender a equipe nacional nos Jogos Olímpicos de 1976, realizada em Montreal, no Canadá. Depois de perder o jogo de abertura para o Japão, a equipe venceu a Bulgária, mas, em seguida, enfrentou equipe anfitriã Canadá. A equipe estadunidense derrotou o Canadá 84-71. Depois de perder para a URSS, o time norte americano precisava de uma vitória contra a Tchecoslováquia para garantir uma medalha. Brogdon ajudou a equipe a uma vitória 83-67 e a medalha de prata. Brogdon obteve a média de 5,8 pontos por jogo.
Ela atualmente trabalha no Centennial High School em Roswell, Georgia.